# Olympische Sommerspiele 1920/Boxen
Bei den VII. Olympischen Spielen 1920 in Antwerpen fanden acht Wettbewerbe im Boxen statt. Austragungsort war der Zoo Antwerpen.

## Bilanz

### Medaillenspiegel
| Platz | Land                  | Gold | Silber | Bronze | Gesamt |
| ----- | --------------------- | ---- | ------ | ------ | ------ |
| 1     | Vereinigte Staaten    | 3    | –      | 1      | 4      |
| 2     | Großbritannien        | 2    | 1      | 3      | 6      |
| 3     | Kanada                | 1    | 2      | 2      | 5      |
| 4     | Frankreich            | 1    | 1      | 1      | 3      |
| 5     | Südafrikanische Union | 1    | –      | –      | 1      |
| 6     | Dänemark              | –    | 3      | –      | 3      |
| 7     | Norwegen              | –    | 1      | –      | 1      |
| 8     | Königreich Italien    | –    | –      | 1      | 1      |

### Medaillengewinner
| Konkurrenz        | Gold             | Silber             | Bronze              |
| ----------------- | ---------------- | ------------------ | ------------------- |
| Fliegengewicht    | Frankie Genaro   | Anders Pedersen    | William Cuthbertson |
| Bantamgewicht     | Clarence Walker  | Clifford Graham    | George McKenzie     |
| Federgewicht      | Paul Fritsch     | Jean Gachet        | Edoardo Garzena     |
| Leichtgewicht     | Samuel Mosberg   | Gotfred Johansen   | Clarence Newton     |
| Weltergewicht     | Albert Schneider | Alexander Ireland  | Frederick Colberg   |
| Mittelgewicht     | Harry Mallin     | Georges Prud’Homme | Moe Herscovitch     |
| Halbschwergewicht | Edward Eagan     | Sverre Sørsdal     | Harold Franks       |
| Schwergewicht     | Ronald Rawson    | Søren Petersen     | Xavier Eluère       |

## Ergebnisse

### Fliegengewicht (bis 50,80 kg)
| Platz | Land | Sportler                |
| ----- | ---- | ----------------------- |
| 1     | USA  | Frankie Genaro          |
| 2     | DEN  | Anders Pedersen         |
| 3     | GBR  | William Cuthbertson     |
| 4     | FRA  | Charles Albert          |
| 5     | BEL  | Joseph Charpentier      |
| 5     | FRA  | Jean-Baptiste Rampignon |
| 5     | NED  | Ted Zegwaard            |
| 5     | USA  | Peter Zivic             |

Datum: 21. bis 24. August 1920 

16 Teilnehmer aus 9 Ländern

### Bantamgewicht (bis 53,50 kg)
| Platz | Land | Sportler        |
| ----- | ---- | --------------- |
| 1     | RSA  | Clarence Walker |
| 2     | CAN  | Clifford Graham |
| 3     | GBR  | George McKenzie |
| 4     | BEL  | Henri Hébrants  |
| 5     | USA  | Edward Hartman  |
| 5     | NOR  | John Koss       |
| 5     | FRA  | Henri Ricard    |
| 5     | USA  | Sammy Vogel     |

Datum: 21. bis 24. August 1920 

12 Teilnehmer aus 7 Ländern

### Federgewicht (bis 57,15 kg)
| Platz | Land | Sportler        |
| ----- | ---- | --------------- |
| 1     | FRA  | Paul Fritsch    |
| 2     | FRA  | Jean Gachet     |
| 3     | ITA  | Edoardo Garzena |
| 4     | USA  | Jack Zivic      |
| 5     | BEL  | Philippe Bovy   |
| 5     | GBR  | James Cater     |
| 5     | DEN  | Nicolaj Clausen |
| 5     | NOR  | Paul Erdal      |

Datum: 21. bis 24. August 1920 

17 Teilnehmer aus 10 Ländern

### Leichtgewicht (bis 61,24 kg)
| Platz | Land | Sportler          |
| ----- | ---- | ----------------- |
| 1     | USA  | Samuel Mosberg    |
| 2     | DEN  | Gotfred Johansen  |
| 3     | CAN  | Clarence Newton   |
| 4     | RSA  | Richard Beland    |
| 5     | USA  | Frank Cassidy     |
| 5     | GBR  | Frederick Grace   |
| 5     | NOR  | Johan Sæterhaug   |
| 5     | BEL  | Julien Van Muyzen |

Datum: 21. bis 24. August 1920 

16 Teilnehmer aus 10 Ländern

### Weltergewicht (bis 66,68 kg)
| Platz | Land | Sportler          |
| ----- | ---- | ----------------- |
| 1     | CAN  | Albert Schneider  |
| 2     | GBR  | Alexander Ireland |
| 3     | USA  | Frederick Colberg |
| 4     | USA  | William Clark     |
| 5     | FRA  | Léon Gillet       |
| 5     | NOR  | Aage Steen        |
| 5     | NOR  | Trygve Stokstad   |
| 5     | DEN  | August Suhr       |
| 9     | SUI  | Willy Reichenbach |

Datum: 21. bis 24. August 1920 

18 Teilnehmer aus 10 Ländern

### Mittelgewicht (bis 72,57 kg)
| Platz | Land | Sportler           |
| ----- | ---- | ------------------ |
| 1     | GBR  | Harry Mallin       |
| 2     | CAN  | Georges Prud’Homme |
| 3     | CAN  | Moe Herscovitch    |
| 4     | NOR  | Hjalmar Strømme    |
| 5     | RSA  | William Bradley    |
| 5     | USA  | Samuel Lagonia     |
| 5     | DEN  | Martin Olsen       |
| 5     | FRA  | Michel Rey-Golliet |

Datum: 21. bis 24. August 1920 

17 Teilnehmer aus 9 Ländern

### Halbschwergewicht (bis 79,38 kg)
| Platz | Land | Sportler         |
| ----- | ---- | ---------------- |
| 1     | USA  | Edward Eagan     |
| 2     | NOR  | Sverre Sørsdal   |
| 3     | GBR  | Harold Franks    |
| 4     | GBR  | Hugh Brown       |
| 5     | DEN  | Emil Andreasen   |
| 5     | RSA  | Thomas Holdstock |
| 5     | FRA  | Louis Piochelle  |
| 5     | USA  | Edwin Schell     |

Datum: 21. bis 24. August 1920 

11 Teilnehmer aus 6 Ländern

### Schwergewicht (über 79,38 kg)
| Platz | Land | Sportler          |
| ----- | ---- | ----------------- |
| 1     | GBR  | Ronald Rawson     |
| 2     | DEN  | Søren Petersen    |
| 3     | FRA  | Xavier Eluère     |
| 4     | USA  | William Spengler  |
| 5     | BEL  | Victor Creusen    |
| 5     | GBR  | Frank Dove        |
| 5     | NOR  | Sigurd Hoel       |
| 5     | USA  | Samuel Stewart    |
| 9     | ITA  | Mariano Barbaresi |

Datum: 21. bis 24. August 1920 

9 Teilnehmer aus 8 Ländern